# Pere Ambròs Fabregat
Pere Ambròs Fabregat, (Reus, 30 d'octubre de 1856 – 19 de gener de 1929) era un obrer boter reusenc que va arribar a alcalde de la ciutat.
L'any 1871 es va afiliar al Partit Republicà Democràtic Federal. El 1875 va ser elegit president de la societat de boters de Reus i va participar en una vintena de congressos obrers. El 1909 va sortir elegit regidor de l'Ajuntament, càrrec pel que el van reelegir el 1912. Dos anys més tard fou designat alcalde de la ciutat i va exercir fins al 1915.